# RNF181
RNF181 (англ. Ring finger protein 181) – білок, який кодується однойменним геном, розташованим у людей на 2-й хромосомі. Довжина поліпептидного ланцюга білка становить 153 амінокислот, а молекулярна маса — 17 909.
| 10         |  | 20         |  | 30         |  | 40         |  | 50         |
| ---------- |  | ---------- |  | ---------- |  | ---------- |  | ---------- |
| MASYFDEHDC |  | EPSDPEQETR |  | TNMLLELARS |  | LFNRMDFEDL |  | GLVVDWDHHL |
| PPPAAKTVVE |  | NLPRTVIRGS |  | QAELKCPVCL |  | LEFEEEETAI |  | EMPCHHLFHS |
| SCILPWLSKT |  | NSCPLCRYEL |  | PTDDDTYEEH |  | RRDKARKQQQ |  | QHRLENLHGA |
| MYT        |  |            |  |            |  |            |  |            |

A: Аланін

C: Цистеїн

D: Аспарагінова кислота

E: Глутамінова кислота

F: Фенілаланін

G: Гліцин

H: Гістидин

I: Ізолейцин

K: Лізин

L: Лейцин

M: Метіонін

N: Аспарагін

P: Пролін

Q: Глутамін

R: Аргінін

S: Серин

T: Треонін

V: Валін

W: Триптофан

Кодований геном білок за функціями належить до трансфераз, фосфопротеїнів. 
Білок має сайт для зв'язування з іонами металів, іоном цинку. 